# Puchar IBU w biathlonie letnim 2013
Letni Puchar IBU w biathlonie 2013 – edycja tego cyklu zawodów. Inauguracja nastąpiła 14 czerwca 2013 w Dusznikach-Zdroju, zaś Puchar zakończył się 16 czerwca 2013 też w Dusznikach-Zdroju.
Początkowo planowano zawody we włoskim Forni Avoltri. Jednak ta miejscowość organizuje mistrzostwa świata, więc zawody odwołano.
Z powodu małej liczby chętnych zawody wśród kobiet w Dusznikach-Zdroju zostały odwołane.

## Seniorzy

### Wyniki seniorów
| 1. Letni Puchar IBU w Duszniki-Zdrój, 14.06.2013 - 16.06.2013 | 1. Letni Puchar IBU w Duszniki-Zdrój, 14.06.2013 - 16.06.2013 | 1. Letni Puchar IBU w Duszniki-Zdrój, 14.06.2013 - 16.06.2013 | 1. Letni Puchar IBU w Duszniki-Zdrój, 14.06.2013 - 16.06.2013 | 1. Letni Puchar IBU w Duszniki-Zdrój, 14.06.2013 - 16.06.2013 |
| Data                                                          | Konkurencja                                                   | miejsce                                                       | miejsce                                                       | miejsce                                                       |
| ------------------------------------------------------------- | ------------------------------------------------------------- | ------------------------------------------------------------- | ------------------------------------------------------------- | ------------------------------------------------------------- |
| 15 czerwca 2013                                               | Sprint                                                        | Tomáš Bystřický                                               | Aleksander Katschanowski                                      | Grzegorz Guzik                                                |
| 16 czerwca 2013                                               | Bieg pościgowy                                                | Aleksander Katschanowski                                      | Tomáš Bystřický                                               | Grzegorz Guzik                                                |

## Juniorzy

### Wyniki juniorów
| 1. Letni Puchar IBU w Duszniki-Zdrój, 14.06.2013 - 16.06.2013 | 1. Letni Puchar IBU w Duszniki-Zdrój, 14.06.2013 - 16.06.2013 | 1. Letni Puchar IBU w Duszniki-Zdrój, 14.06.2013 - 16.06.2013 | 1. Letni Puchar IBU w Duszniki-Zdrój, 14.06.2013 - 16.06.2013 | 1. Letni Puchar IBU w Duszniki-Zdrój, 14.06.2013 - 16.06.2013 |
| Data                                                          | Konkurencja                                                   | miejsce                                                       | miejsce                                                       | miejsce                                                       |
| ------------------------------------------------------------- | ------------------------------------------------------------- | ------------------------------------------------------------- | ------------------------------------------------------------- | ------------------------------------------------------------- |
| 15 czerwca 2013                                               | Sprint                                                        | Andrzej Witek                                                 | Marcin Piasecki                                               | Rafał Marek                                                   |
| 16 czerwca 2013                                               | Bieg pościgowy                                                | Andrzej Witek                                                 | Marcin Piasecki                                               | Dariusz Krajewski                                             |

### Wyniki juniorek
| 1. Letni Puchar IBU w Duszniki-Zdrój, 14.06.2013 - 16.06.2013 | 1. Letni Puchar IBU w Duszniki-Zdrój, 14.06.2013 - 16.06.2013 | 1. Letni Puchar IBU w Duszniki-Zdrój, 14.06.2013 - 16.06.2013 | 1. Letni Puchar IBU w Duszniki-Zdrój, 14.06.2013 - 16.06.2013 | 1. Letni Puchar IBU w Duszniki-Zdrój, 14.06.2013 - 16.06.2013 |
| Data                                                          | Konkurencja                                                   | miejsce                                                       | miejsce                                                       | miejsce                                                       |
| ------------------------------------------------------------- | ------------------------------------------------------------- | ------------------------------------------------------------- | ------------------------------------------------------------- | ------------------------------------------------------------- |
| 15 czerwca 2013                                               | Sprint                                                        | Katarzyna Kompa                                               | Kamila Buchla                                                 | Ewa Buchla                                                    |
| 16 czerwca 2013                                               | Bieg pościgowy                                                | Katarzyna Kompa                                               | Kamila Buchla                                                 | Monika Bandyk                                                 |